# اچ‌یو-۳۳۱
اچ‌یو-۳۳۱ (به انگلیسی: HU-331) با فرمول شیمیایی C۲۱H۲۸O۳ یک ترکیب شیمیایی با شناسه پاب‌کم ۱۲۶۲۴۹ است. که جرم مولی آن ۳۲۸٫۴۴۵ g/mol می‌باشد. 